# Kaleido Star
Kaleido Star (カレイドスター, Kareido Sutā) est une série de dessins animés japonais de 51 épisodes coproduite par les studios Gonzo et G&G Entertainment. Elle a été diffusée pour la première fois sur TV Tokyo entre avril 2003 et mars 2004.
Face au succès qu'elle rencontra, de nouvelles histoires sont par la suite sorties sous la forme de trois OAV, un manga et une light-novel.

## Synopsis
Sora Naegino, une jeune japonaise, rêve depuis toujours de devenir membre de la mondialement célèbre troupe du Kaleido-Stage et d'en devenir l'artiste-étoile. À 16 ans à peine, elle décide donc de passer l'audition d'entrée pour les artistes figurants, malheureusement pour elle, à peine arrivée un mauvais concours de circonstances lui fait rater l'examen.
Ayant promis à ses parents d'oublier son rêve si elle échouait, elle s'apprêtait à rentrer au Japon lorsqu'une occasion lui permettra de prouver son talent et d'entrer dans la troupe.
Tout au long de la première saison, l'histoire suit les progrès de Sora dans de nombreuses disciplines du cirque et son ascension vers le statut de covedette de la troupe. À chaque épisode, elle rencontre généralement un problème dû à son inexpérience, soit de la scène, soit d'une discipline en particulier, elle finit cependant par le résoudre et contenter non seulement son public mais aussi le très difficile Kalos, directeur de l'établissement.
La seconde saison repose sur le même principe de progression et de perfectionnement, mais contrairement à la première où le spectateur découvre en même temps qu'elle les difficultés pour devenir la vedette, la seconde se concentre sur les difficultés pour le rester.

## Personnages
Sora NaeginoDepuis son enfance et l'unique représentation vue avec ses parents, elle rêve d'entrer au Kaleido Stage pour retrouver le bonheur d'un spectacle donnant le sourire à tous. Même si les problèmes ne cessent de frapper à sa porte, Sora ne perd pas espoir et les affronte avec courage, pour en ressortir toujours plus forte. Sora est l'archétype de l'héroïne au grand-cœur, toujours souriante, s'appuyant sur ses amis dans le moments de doute, mais peu à peu, le personnage sort du stéréotype et montre de multiples facettes et se révèle très attachant et on ne peut qu'adhérer à sa joie de vivre et son amour de la scène. En entrant au Kaleido, Sora admirait déjà Layla et malgré l'hostilité qu'elle lui porte au début, son adoration (c'est un euphémisme) pour la star actuelle ne fera que s'accroître pour finalement devenir son point de repère tout au long de la saison.
Layla HamiltonFille d'un riche homme d'affaires possédant une chaîne d'hôtel à travers le monde entier, Layla est connue pour son exigence de travail bien fait. Faire attendre ou décevoir le public, est un sacrilège dans l'esprit de Layla. Chaque nouvel entraînement est toujours plus dur car chaque nouvelle figure se doit être encore plus spectaculaire que la précédente. Elle n'aime pas la médiocrité et n'acceptera pas l'arrivée de Sora qui ratera sa première entrée sur scène. À 17 ans, Layla reste fortement attachée à son père, ne pouvant supporter de le décevoir, et cédant à toutes ses demandes peu importe ses sentiments. Mais peu à peu, au contact de Sora, elle va progressivement changer.
On n'apprendra que plus tard les raisons qui l'ont mené sur la scène du Kaleido.
FoolEsprit de la scène (ne le traitez pas de fantôme!!), son rôle est d'accompagner ceux qui sont choisis par la scène pour effectuer la figure légendaire. Dès le début, Sora est capable de le voir et passée la surprise, une complicité s'installera assez vite entre les compères, d'autant que ce dernier a une bonne répartie devant laquelle Sora ne peut que s'incliner ou s'énerver. Même si Fool (qui reste un homme malgré tout) ne manque pas une occasion pour essayer de la surprendre sous sa douche ou en train de se changer (elle ou tout autre femme dans les parages). Fool a aussi la capacité de prédire vaguement l'avenir avec ses tarots. Son personnage du comique à la série, en plus d'être un gentil pervers, Sora oubliant qu'elle est la seule à le voir passe quelque peu pour une folle aux yeux des autres, ce qui donne lieu à des situations hilarantes.
Anna Heart & Mia GuillemElles entrent au Kaleido en même temps que Sora, sauf qu'elles ont dû passer les auditions (Mia en était à sa 3e tentative). Ce qui provoquera une certaine jalousie et rancœur, au départ, vis-à-vis de Sora. D'autant que le comportement louche du directeur ne feront qu'accentuer les rumeurs allant à contre la japonaise. Mais impressionnées par l'obstination et le talent de Sora pour gagner un défi lancé par Layla, elles comprendront très vite que rien n'était fondé et deviendront ses meilleures amies.
Anna est la bishô par excellence qui n'a pas conscience de l'effet qu'elle peut provoquer chez les gens (notamment des jeunes filles). Suivant les traces de son père, Anna veut instaurer du comique au Kaleido Stage mais aucun de ses gâches ne marche, ses fans la préférant lors de ses poses romantiques (juste après avoir raté un gag).
Mia est très attachée à sa famille, surtout sa grand-mère, et fait en sorte que ces derniers soit fière d'elle. Elle se révélera avoir un certain talent pour la mise en scène et l'écriture, qu'elle améliorera aux côtés de personnes plus expérimentées. Mia est aussi une jeune fille qui vit avec son temps et qui maîtrise donc l'art informatique (toujours un PC sous la main).
Yuri KillianAméricano-russe et partenaire de Layla, Yuri reste un personnage mystérieux pendant une bonne partie de l'histoire. Ses actions assez inexpliquées au départ font de lui un personnage classique digne d'un shōjo manga des années 1990, celui du gentil bel homme peu bavard qui aide l'héroïne, voire la sauve d'une mort certaine, débarquant de nulle part: une sorte de preux chevalier. Mais l'habit ne fait pas le moine...
Ken RobbinsLui, c'est le malheureux garçon qui tombe amoureux de l'héroïne dès le début mais dont les sentiments resteront incompris par la principale intéressée. Il est néanmoins un soutien important pour Sora qui peut toujours compter sur lui soit pour l'entraîner, soit pour lui remonter le moral.
On peut reprocher à ce personnage, contrairement aux autres, de ne pas sortir du stéréotype, de se donner de belles excuses pour ne pas avouer clairement ses sentiments, de rester le gentil garçon qui aide celle qu'il aime; mais on ne pourra pas lui reprocher d'être un élément comique à travers ses expressions faciales ou es réactions de pauvre type lors de ses tentatives ratés pour exprimer ses sentiments ou lorsque sans le vouloir Sora met fin à tous ses espoirs.
Rosetta PasselArtiste belge, maîtrisant comme personne le diabolo (championne du monde dès l'âge de 9ans), elle fait sa 1re apparition à l'épisode 7 mais son rôle prend une véritable importance sur la 2e série. Au fil des années et de la pratique, Rosetta était devenu une simple « machine » exécutant les spectacles avec brio mais sans émotion, ne prenant pas garde des réactions du public qu'elle juge trop bête pour comprendre son art. Son arrivée au Kaleido et sa rencontre avec Sora, lui réapprendront à quel point de vue est important pour effectuer un bon spectacle.
Leon OswaldTrapéziste français talentueux et mondialement connu, et pour cause, aucune figure n'est irréalisable pour lui. Engagé par Kalos pour donner une nouvelle impulsion au Kaleido Stage, le public qui vient admirer les prouesses de ce personnage taciturne est essentiellement féminin et totalement sous le charme, bien que ce dernier n'y prête guère attention. Tout ce qu'on sait de lui, au début, est qu'il est à recherche d'une partenaire qui serait à sa hauteur. Sa première interaction avec Sora sera houleuse du fait de l'opposition de leurs philosophies du spectacle. Pour Sora, l'artiste doit tout faire pour donner du plaisir au public, tandis que pour Léon, si le public est là, c'est pour admirer son talent.
May WongNouvelle recrue du Kaleido, May n'arrêtera pas de défier Sora pour savoir laquelle est la meilleure et mérite le plus d'être la partenaire de Layla. Car tout comme Sora, May vouait une certaine admiration à Layla avant d'entrer au Kaleido, au point de renoncer au patinage artistique pour pouvoir monter sur scène avec, un jour.

## Anime
En France, la série a été licenciée chez Declic Images. Deux coffrets ont été édités, dont un en VF ou VOSTFR mais le deuxième n'est sorti qu'en VOSTFR

### Distribution

#### Doublage
- Sora Naegino : Delphine Rivière (VF) , Ryō Hirohashi (VO)
- Layla Hamilton : Marianne Leroux (VF) , Sayaka Ohara (VO)
- Léon Oswald : Takahiro Sakurai (VO)
- May Wong : Mai Nakahara (VO)
- Rosetta Passel : Kaori Mizuhashi (VO)
- Anna Heart : Estelle Simon (VF) ; Akeno Watanabe (VO)
- Mia Guillem : Celia Charpentier (VF) , Chinami Nishimura (VO)
- Yuri Killian : Martial Le Minoux (VF) , Susumu Chiba (VO)
- Ken Robbins : Fabrice Fara (VF) , Hiro Shimono (VO)
- Fool : Philippe Bonneau (VF) , Takehito Koyasu (VO)
- Policier Jerry : Vincent Violette (VF) , Unshō Ishizuka (VO)
- Kalos Eido : Frédéric Popovic (VF) , Keiji Fujiwara (VO)
- Cantatrice : Delphine Liez (VF)

Version française
- Société de doublage : Studio Lincoln (édition collector de la série, pour la première saison (ép. 1-26)
- Direction et adaptation française : Vincent Violette

## Génériques
Génériques d'ouverture
1. "TAKE IT SHAKE IT" de Sugar (eps 1-13)
2. "Yakusoku no basho e" de Chihiro Yonekura (eps 14-26)
3. "Tattoo Kiss" de r.o.r/s (eps 27-51)

Génériques de fin
1. "real Identity" de Sugar (eps 1-13)
2. "Boku wa kokoni iru" de SOPHIA (eps 14-26)
3. "Escape" de r.o.r/s (eps 27-50)
4. "Yakusoku no basho e" de Chihiro Yonekura avec les Kaleido Stars (ep 51)